# آلفا (کالیفرنیا)
الفا، کالیفرنیا (به انگلیسی: Alpha, California) یک منطقهٔ مسکونی در ایالات متحده آمریکا است که در کالیفرنیا واقع شده‌است.

## خصوصیات
الفا ۱٬۲۵۵٫۷۹ متر بالاتر از سطح دریا واقع شده‌است.